# 水晶玉

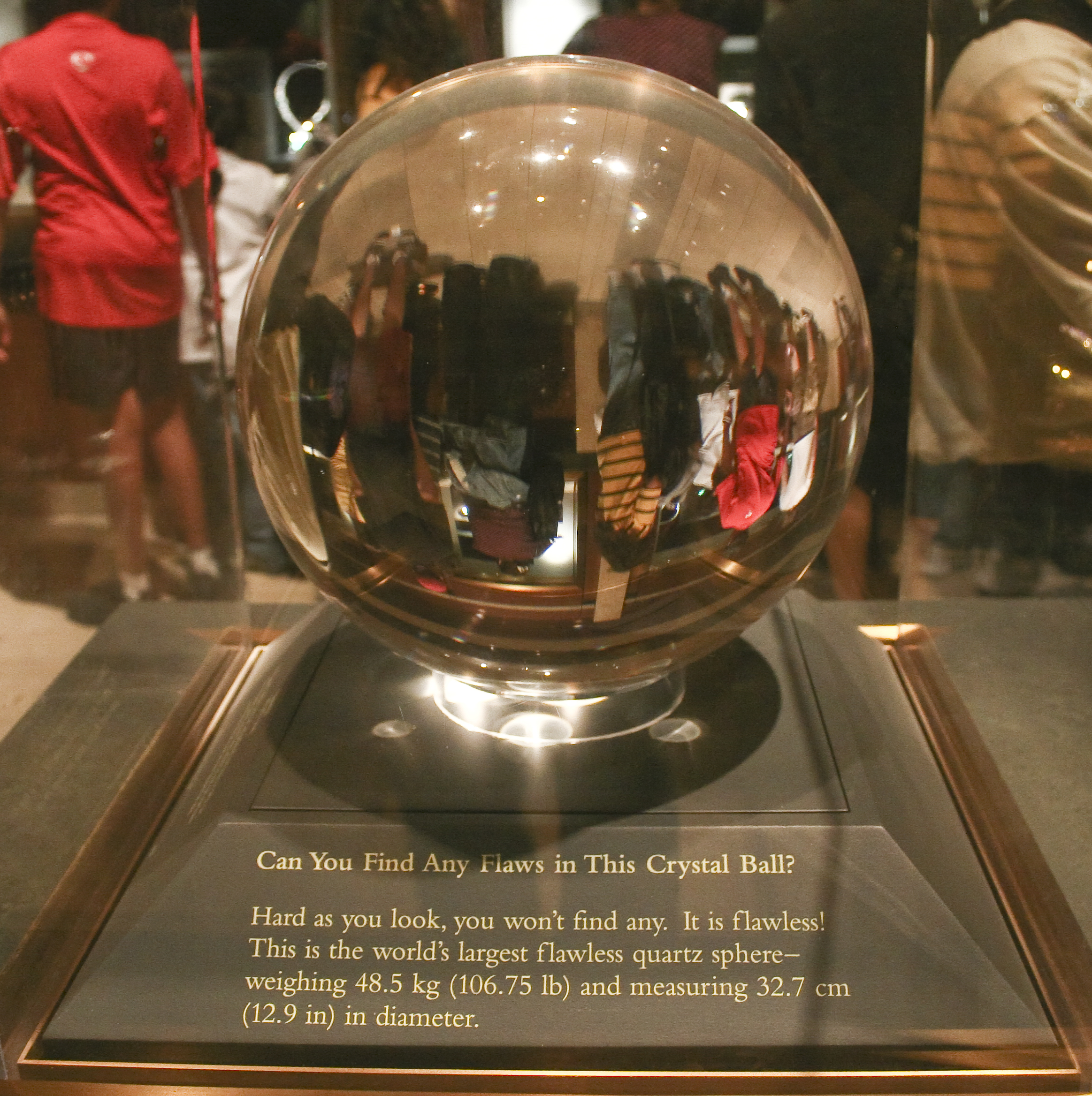
世界最大とされる無色透明な水晶球。直径32.7cm、重量48.5kg。アメリカの国立自然史博物館所蔵。

水晶玉（すいしょうだま）とは、水晶を球状に加工した物のこと。一般的に色の付いた水晶ではなく、無色透明な水晶が材料として選ばれる。定義の上では球状に加工した水晶であれば水晶玉と言えるのでその大きさは問われないが、一般的に人間にとって扱いやすい大きさであることが求められる。水晶球（すいしょうきゅう）ともいう。
以上のような特徴を持った水晶玉は古くから作られてきたと言われているものの、いつ頃から作られだしたのかは定かではない。ただし、2000年前の奈具岡遺跡（京都府京丹後市）が水晶をはじめとする貴石を数珠状にする細工工房であったことから、水晶を球形に加工する技術は、少なくとも弥生時代中期にさかのぼるものと考えられる。文字資料では、『正倉院文書』出雲国計会帳・天平6年（734年）8月19日に、「水精玉」とある他、『栄花物語』（11世紀）に、「水精の玉」の記述が見られる（コトバンク）。なお、ガラスなどを材料に作った模造品も存在する。

## 用途

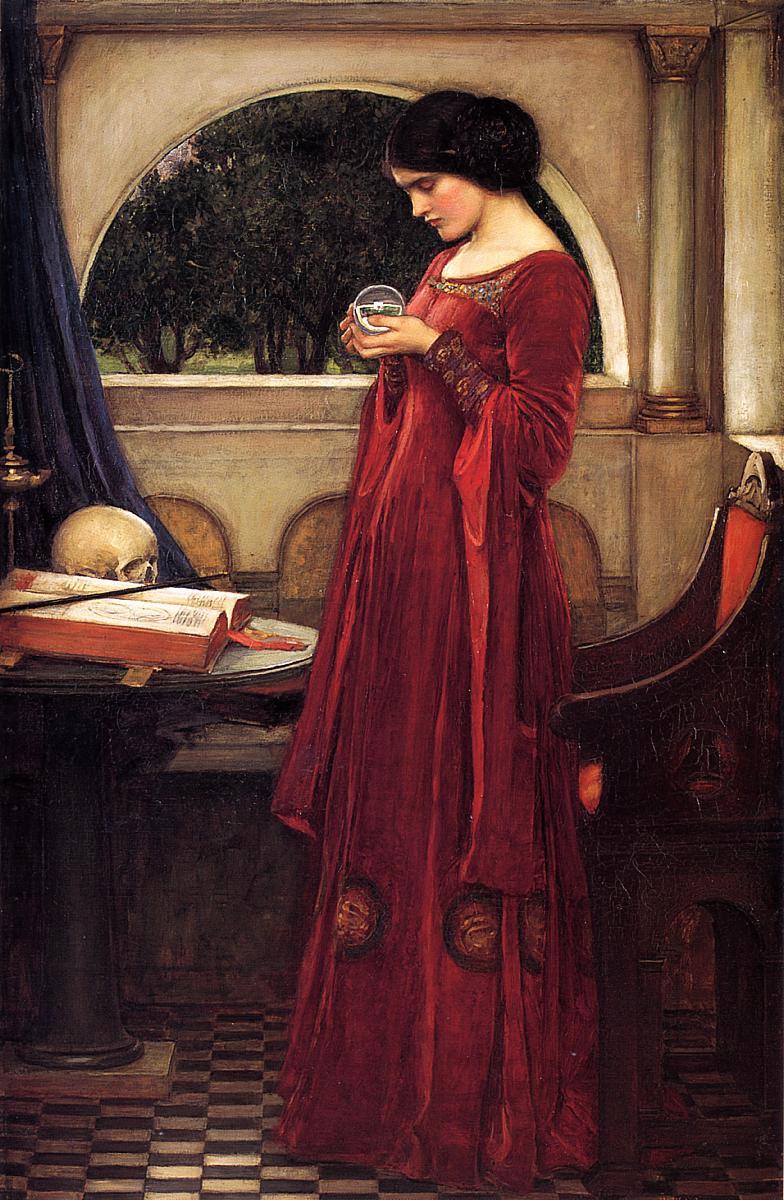
ジョン・ウィリアム・ウォーターハウス「水晶球」（1902年、油彩）

水晶は宝石の一種として扱われることもあることから、水晶玉は宝石の加工品として装飾品などとして用いられる。他に水晶玉の呪術的な力については証明されていないものの、一部の人々は水晶玉に呪術的な力があるとしてパワーストーンとして扱ったり、スクライング（scrying, 幻視を得る占い）に用いる。手品など、不思議な雰囲気を醸し出したい場面での小道具として用いられることもある。さらに絵画などに何らかの意図を持って水晶玉が描かれることもある。また架空世界では実際に何らかの力を持った水晶玉が登場することすらある。

## 価値
水晶は宝石の一種として扱われることもあるが、無色透明な水晶は地球の大陸地殻ではそれほど珍しい鉱物ではない。しかも水晶はクォーツ時計など工業用途にも利用されるため、人工的に生産されることすらあり（人工水晶または溶錬水晶等）、大きくて無色透明な水晶を入手することも比較的容易である。しかし水晶は二酸化ケイ素の結晶であるため、天然の水晶は主に六角柱状の結晶として産出するので加工が必要であること。さらに天然であっても人工であっても、水晶は比較的硬い鉱物であるなどの理由で曲面に加工するのが難しいこと。この2つの特徴を水晶が持っているため、それを球状に加工したことによって希少価値が発生する。

## 取り扱い上の注意点
- 水晶玉を高所から落下させたり、何かを衝突させるなどして衝撃を与えると破損する場合があるので、慎重な取り扱いが必要となる。
- 水晶玉は球状で転がりやすいため、転がるのを防止する措置が必要となる。
- 球状で無色透明な水晶玉は凸レンズ状であるため、収斂火災が起こらないように保管場所を選ぶことが必要となる。2015年には六本木ビルのGoogleオフィス・エレベーター内で水晶玉が原因とみられる火災が起きている（産経ニュース「社会」2015年11月27日付）。